# Quena
Quena (hispanizirano od kečuanskog: qina, na engleskom ponekad kena) tradicionalna je flauta andske regije Južne Amerike. Tradicionalno je izrađena od trske ili drva, ima 6 rupa za prste i jednu rupu za palac, te je otvorena na oba kraja ili je dno poluzatvoreno (zagušeno). 
Da bi proizveo zvuk, svirač zatvara gornji kraj cijevi dijelom između brade i donje usne i puše mlaz zraka prema dolje, duž osi cijevi, preko eliptičnog usjeka na kraju. Obično je u tonalitetu G, a G4 je najniža nota.
Proizvodi vrlo "teksturirani" i "tamni" ton zbog omjera duljine i otvora od oko 16 prema 20 (što kasnije uzrokuje poteškoće u gornjem registru), što je vrlo različito od tona zapadnjačke koncertne flaute s omjerom duljine i provrta od oko 38 : 20.
Quenacho (također engl. kenacho) veća je, niže tonirana verzija quene i napravljena na isti način. Nalazi se u tonalitetu D, a D4 je najniža nota, za savršenu kvartu niže od quene. Proizvodi vrlo bogatu boju zbog omjera duljine i otvora od oko 25, paradoksalno svjetlijeg tona u usporedbi s quenom.
Quena se uglavnom koristi u tradicionalnoj andskoj glazbi. U 1960-ima i 1970-ima quenu je koristilo nekoliko glazbenika pokreta nueva canción. Ova je upotreba bila u većini slučajeva za određene pjesme, a ne kao standardni instrument, ali neke grupe poput Illapua i virtuoznog svirača Facia Santillana redovito su je koristile. U 1980-ima i 1990-ima neke post-nueva canción rock grupe također su uključile quenu u neke od svojih pjesama; posebice Soda Stereo u pjesmi Cuando Pase el Temblor i sastav Los Enanitos Verdes u pjesmi Lamento Boliviano. Quena je također relativno često korištena u tzv. svjetskoj glazbi. U Hrvatskoj je quenu koristila (i još koristi) skupina Ayllu.
Godine  2009. quena je   proglašena nacionalnim  blagom Perua.

## Slični andski instrumenti
Ostale andske svirale uključuju sljedeće:
- pinkillu, koja ima isti prstomet kao i quena, a izgledom i zvukom slična je blokflauti. Za razliku od stvarne quene, ima zračni kanal ili fiple za provođenje zraka

- tarku (tharqa), koja također radi poput blokflaute, ali je razmjerno kraća i prilično uglatog oblika, zahtijeva jači dah i ima tamniji, prodorniji zvuk

- moseño (izvorno mohoseño), dugu bambusovu flautu s dvostrukom cijevi i dubokim zvukom. Pomoćna cijev djeluje kao aerodukt.[3]